# Ludwig Otten
Ludwig Otten (Zandvoort, 24 februari 1924 – Velp, 9 april 2016) was een Nederlands componist en muziekpedagoog.

## Levensloop
Ludwig Otten werd geboren in Zandvoort als jongste zoon in een muzikaal gezin. Zijn middelbare opleiding startte in 1938 aan het Christelijk Lyceum in Haarlem. Tijdens de 5e klas van het gymnasium staakte hij die opleiding. Gesteund door zijn broer Johan (concertpianist) en Dolf Herckenrath bereidde hij zich voor op het toelatingsexamen van het Amsterdams Conservatorium, waar hij in 1943 werd toegelaten. Door de dreiging van de gedwongen tewerkstelling in Duitsland meldde Otten zich echter aan bij het Koninklijk Conservatorium in Den Haag. Studenten van dat conservatorium - zo leerde Otten - bleken gevrijwaard van die inzet. Hij deed opnieuw examen en werd datzelfde jaar nog toegelaten. Zijn docente piano was Johanna Wagenaar (dochter van de componist Johan Wagenaar), theorielessen ontving hij van Martin Lürsen. Daarnaast kreeg Otten compositie van Sem Dresden en na diens gedwongen vertrek van zijn opvolger Henk Badings.
In 1949 studeerde hij af op het vak piano, en in 1952 in het hoofdvak theorie. In 1952 werd Ludwig Otten als pianodocent benoemd aan de Muziekschool in Deventer; hij bleef tot 1970 aan die school verbonden. Otten werd Ereburger van de gemeente Deventer. In 1965 trouwde hij met Marie-Louise Herckenrath (1943-2011) de stiefdochter van Dolf Herckenrath. Zij kregen drie zonen: Frits Otten (1966), Egbert Otten (1970) en Erin Otten (1986). In 1965 ontving Ludwig Otten de Gulden Adelaar, de cultuurprijs van Deventer. Vanaf 1970 tot aan zijn pensioen in 1989 doceerde Ludwig Otten muziektheorie aan het Rotterdams Conservatorium. Hij woonde vanaf 2000 in Almen en vanaf september 2015 in Velp, waar hij op 92-jarige leeftijd overleed aan de gevolgen van vasculaire dementie. Ludwig Otten werd begraven op de Gemeentelijke Begraafplaats in Almen.

## Werkenlijst
- Zes Klavierstukken (1950) Uitgevoerd door René Rakier, Peter Hansen en Nelly Wagenaar
- Cassation voor kopersextet (1950) Uitgevoerd door Toon Verhey met het Haarlems Ensemble in een concert van de Johan Wagenaarstichting (1952).
- Suite voor trombonekwartet (1951) Uitgevoerd onder anderen door Daniël Speer Trombone Consort (Radio 1987)
- Trio voor twee violen en piano (1951) Uitgevoerd in een concert van de Johan Wagenaarstichting door Norbert Visser, Carolien van der Heide en Peter Hansen.
- Trio voor klarinet, altviool en piano (1952).
- Duo voor viool en altviool (1952). Uitgevoerd door onder anderen Norbert Visser.
- Strijkkwartet (1953). Zowel uitgevoerd door Dick de Reus, Jan Brejaart, Jan van der Velde en Johan Vogtschmidt (1953), door het Röntgenkwartet en door het Gaudeamuskwartet voor de NCRV.
- Sonate voor altviool en piano (1953). Uitgevoerd door Renate Weis en Johan Otten. Uitgebracht op cd door het Helios Ensemble.
- Trio voor twee violen en altviool (1953).
- Suite voor kopersextet (1953). Uitgevoerd door het Haarlems Ensemble onder leiding van Toon Verhey en uitgezonden voor de NCRV (1953).
- Toccata voor pianosolo (1953).
- Blaaskwintet Nr. 2 (1954). Uitgevoerd door het Radio Philharmonisch Kwintet tijdens de Gaudeamus muziekweek (1954) en uitgezonden op radio. Ook uitgevoerd door Le Quintette de Belgique (1964) in Antwerpen.
- Quadro voor sopraan, fluit, altviool en piano (1954). Uitgevoerd door Heleen Verkley en Ubo Dijkstra, Renate Weis en Ludwig Otten (1955, tevens radio-uitzending). Ook uitgevoerd tijdens de 'reisconcerten' van Gaudeamus met Wieb de Wit-de Rook en tijdens de prijsuitreiking 'de Gulden Adelaar' te Deventer in 1965. Bovendien door Claudia Patacca en het Gaspard Trio in Oldenzaal (1993).
- Cassation voor fluit en harp (1955). Uitgevoerd door Phia Berghout en Hubert Barwahser (1955).
- Musette et Pastourelle voor fluit, hobo en piano (1955). Uitgevoerd tijdens het Muzikaal Zelfportret in de Haagse Kunstkring (1959) door Jolle de Wit, Gijs Reijns en Ludwig Otten.
- Kwintet voor sopraan, twee violen, altviool en cello (1956). Uitgevoerd onder anderen door Wieb de Wit-de Rook. Uitzending (1956) door de NCRV.
- Sinfonietta voor orkest (1956). Uitgevoerd door het Radio Kamerorkest onder leiding van Maurits van den Berg, uitgezonden door de NCRV  tijdens de Nederlands Belgische Componisten Dagen. Ook uitgevoerd door het Kunstmaandorkest onder leiding van Frits Kox (1964).
- Divertimento voor sopraan, fluit, Engelse hoorn, altviool en cello (1957). Uitgevoerd in de Haagse Kunstkring (1959) tijdens het Muzikaal Zelfprotret door Wieb de Wit-de Rook, Jolle de Wit, Gijs Reijns, José Stordiau en Victor Bouguenon. Door hetzelfde ensemble uitgevoerd voor de AVRO en uitgezonden (1960). Op cd verschenen in een uitvoering door Claudio Patacca.
- Orkestfantasie in drie delen (1957). Uitgevoerd door het Radio Philharmonisch Orkest onder leiding Maurits van den Berg (1959) en uitgezonden door de NCRV.
- Sinfonische Muziek in drie delen voor orkest (1959). Uitgevoerd door het Radio Kamerorkest onder leiding van Roelof Krol. Uitgezonden door de NCRV (1971).
- Prelude en Koraal voor fluit, altviool, viooloncello en harp (1959). Onder anderen uitgevoerd door Jolle de Wit (uitgezonden door de AVRO) en door het Gijsbrecht van Aemstel Ensemble met onder anderen Eleonore Pameyer en Ernestine Stoop in 'De IJsbreker' (1982). In de Haagse Kunstkring (1991) door Godelieve Schrama met ensemble.
- Duo voor twee harpen (1960). Uitgevoerd tijdens de internationale harpweek (1961) door Yvette Colignon en Edward Witsenburg. Ook uitgevoerd en uitgezonden (televisie) in Denemarken.
- Divertimento II voor fluit, hoorn en fagot (1963).
- Divertimento III voor negen blazers (1964). Opdracht van de staatssecretaris van Onderwijs, Kunsten en Wetenschappen. In 1968/69. Regelmatig uitgevoerd door het Nederlands Blazersensemble onder leiding van Edo de Waart en Hans Vonk. Ook uitgevoerd onder leiding van Roelof Krol door het Radio Kamerorkest.
- Duo voor fluit en fagot (1965). Uitgevoerd op het Delft Chamber Music Festival 2012 door Marieke Schneemann op fluit en Bram van Sambeek op fagot.
- Sonatine voor viool en piano (1965). Uitgevoerd door Daniel Otten en Johan Otten.
- Movements for Windquintet (Blaaskwintet Nr. 3). (1966).
- Twee suites voor Koperkwartet (1966). Uitgevoerd door het Rotterdams Philharmonisch Orkest (1966/1967).
- Vijf stukken voor strijkorkest (1967). Deventer Kamerorkest onder leiding van Henk Dul.
- Entertaining Music (1967).
- Saxofoonkwartet (1968).
- Trio voor fluit, klarinet en fagot (1972).
- Triptichon I, II en III voor koperkwintet (1982).
- Cassation (Paraphrase voor kopersextet) (1984). Ensemble Musica Renovata (1986).
- Regressus voor piano (1985).
- Zeven volksdansen voor koperkwartet (1985).
- Duplex voor twee piano's (1985).
- Für Elise Paraphrase voor trombonekwartet (1987). Daniel Speer Trombone Consort (1987, uitgezonden op radio).
- Zeven volksdansen voor trombonekwartet (1987). Daniel Speer Trombone Consort.
- Motief voor trombonekwartet (1987). Daniel Speer Trombone Consort. Uitgevoerd in 1990 en uitgezonden door de NCRV.
- Tweede suite voor trombonekwartet (1987). Daniel Speer Trombone Consort.
- Lento e Vivo voor fluit, hoorn en fagot (1986).
- Terugblik voor piano (1987). Uitgevoerd door René Rakier en Frank Mulder.
- Elegie en Dans voor trombonekwartet (1988). Uitgevoerd door Daniel Speer Trombone Consort in de Oude Kerk (Amsterdam).
- Rhapsodie en Variaties voor altsaxofoon en trombonekwartet (1989).
- Ode voor sopraan en vier trombones (1989). Uitgevoerd onder anderen door Henny Tonnaer en het Daniel Speer Consort (De IJsbreker).
- Concert voor 12 saxofoons (1990). Uitgevoerd onder andere door saxofoonensemble Jean Pennings (Brabants Conservatorium).
- Toccata, interlude en variaties voor piano (1990). Uitgevoerd onder anderen door Rene Rakier (Haagse Kunstkring).
- Mazurka voor piano (1990).
- Weerklank voor sopraan en vier trombones (1991). Uitgevoerd onder anderen door Henny Tonnaer en het Daniel Speer Consort in De IJsbreker 1992 en uitgezonden door de NCRV.
- Inquis voor piano (1992).
- Rapsodie voor piano (1992).
- Sospiro voor piano (1992).
- Trio voor fluit, altviool en piano (1992). Uitgevoerd door het Gaspard Trio in de Haagse Kunstkring en door het Heliosensemble. Uitgebracht op cd in de uitvoering door het Heliosensemble.
- Rapsodie voor viool en piano (1992).
- Elegie en volksdans voor sopraan en viool (1993). Uitgevoerd door Henny Tonnaer (sopraan) en Melanie Engelen (viool).
- Vita voor 12 saxofoons (1993).
- Variaties voor vioolsolo (1994). Uitgevoerd door Agnes Housmuller (Haagse Kunstkring).
- Zomer, wind en vroeger. Voor sopraan, viool, viooloncello en piano (1994). Uitgevoerd onder andere door het Helosensemble met Claudia Patacca in 1996 en in die uitvoering op cd uitgebracht.
- Rhapsodie en variaties voor altsaxofoon en piano (1994). Uitgevoerd onder anderen door Sieuwke van Berkum (altsax) en Rene Rakier (piano).
- Juventas Revocata voor saxofoonkwartet (1995).
- Perseverare voor saxofoonkwartet (1995).
- Monoloog voor vioolsolo (1995).
- Deliberatio/factio voor piano (1996).
- Variaties voor orkest (1998).
- Sonate voor twee piano's (1998).
- Ode aan Helios. Concert voor ensemble (1998). Uitgevoerd door het Heliosensemble en in die uitvoering op cd uitgebracht.
- Aristos. Concert voor 12 blazers (1999).
- Sinfonia voor orkest (2000).
- Rhapsodie voor kamerorkest (2001).
- Fantasie en variaties voor altviool solo (2001).
- Zeven vroege stukken voor altviool en piano (2002).
- Toccata interlude variaties voor orkest (2003).
- Solo voor vioolcello (2003).
- Sonate voor vioolcello en piano (2004).
- Thema met variaties voor fluit en hobo (2004).
- Thema con variazioni voor hobo en piano (2004).
- Liederen van vroeger voor hobo en piano (2005).
- Woodbrookers Trio voor fluit, hobo en piano. Ter gelegenheid van het 100-jarig bestaan van de vereniging Woodbrookers (2004).
- Hommage aan Ravel voor strijkkwartet (2009).

- Gemeinsame Normdatei: 108975289X
- International Standard Name Identifier: 0000 0000 9450 9430
- Library of Congress Control Number: n90704706
- Nationale Bibliotheek van Israël: 987007441419505171
- Nederlandse Thesaurus van Auteursnamen: 087273721
- Virtual International Authority File: 41657848
- WorldCat: E39PBJbRjCbhRPFWfYTRGkH6Kd